# Marcq-en-Barœul
Cet article possède des paronymes, voir Marcq et Barœul.
Marcq-en-Barœul est une commune française située dans le département du Nord en région Hauts-de-France, faisant partie de la Métropole européenne de Lille. Ses habitants sont appelés les Marcquois et les Marcquoises.
Historiquement village de maraîchers et d'horticulteurs, Marcq-en-Barœul a connu un essor économique et industriel au XIXe siècle avec l'industrie textile et une importante activité commerciale. La ville s'est ensuite considérablement développée et dynamisée à partir des années 1980 avec la création de plusieurs parcs d'affaires et compte aujourd'hui près de 3 500 entreprises sur son territoire.
Marcq-en-Barœul est la cinquième ville la plus peuplée et le quatrième pôle économique de la Métropole européenne de Lille,. C'est à Marcq-en-Barœul que les branches du « Grand Boulevard » (artère qui relie Lille à Roubaix et Tourcoing) se rejoignent.

## Géographie

### Localisation
Marcq-en-Barœul est une ville du nord de la banlieue lilloise, située en bordure du pays de Ferrain, en Flandre romane.
Elle est traversée par une rivière canalisée, la Marque.
Le nom de « Marcq » - comme celui de la rivière - signifie à la fois marais et frontière, ce qui n'est pas incompatible car à cette époque, la notion de frontière correspond moins à une ligne arbitraire qu'à des zones relativement désertes entre deux peuples.
Le Barœul est une ancienne région englobant Marcq-en-Barœul, Mons-en-Barœul et une partie de l'actuelle Villeneuve-d'Ascq, où demeurait autrefois une forêt antique, disparue au Moyen-Âge.

### Communes limitrophes
Les communes limitrophes sont  Bondues, La Madeleine, Lille, Marquette-lez-Lille, Mons-en-Barœul, Mouvaux, Villeneuve-d'Ascq et Wasquehal.
|                     | Bondues         | Mouvaux                          |
| Marquette-lez-Lille | Marcq-en-Barœul | Wasquehal                        |
| La Madeleine        | Lille           | Villeneuve-d'Ascq Mons-en-Barœul |

### Hydrographie

#### Réseau hydrographique

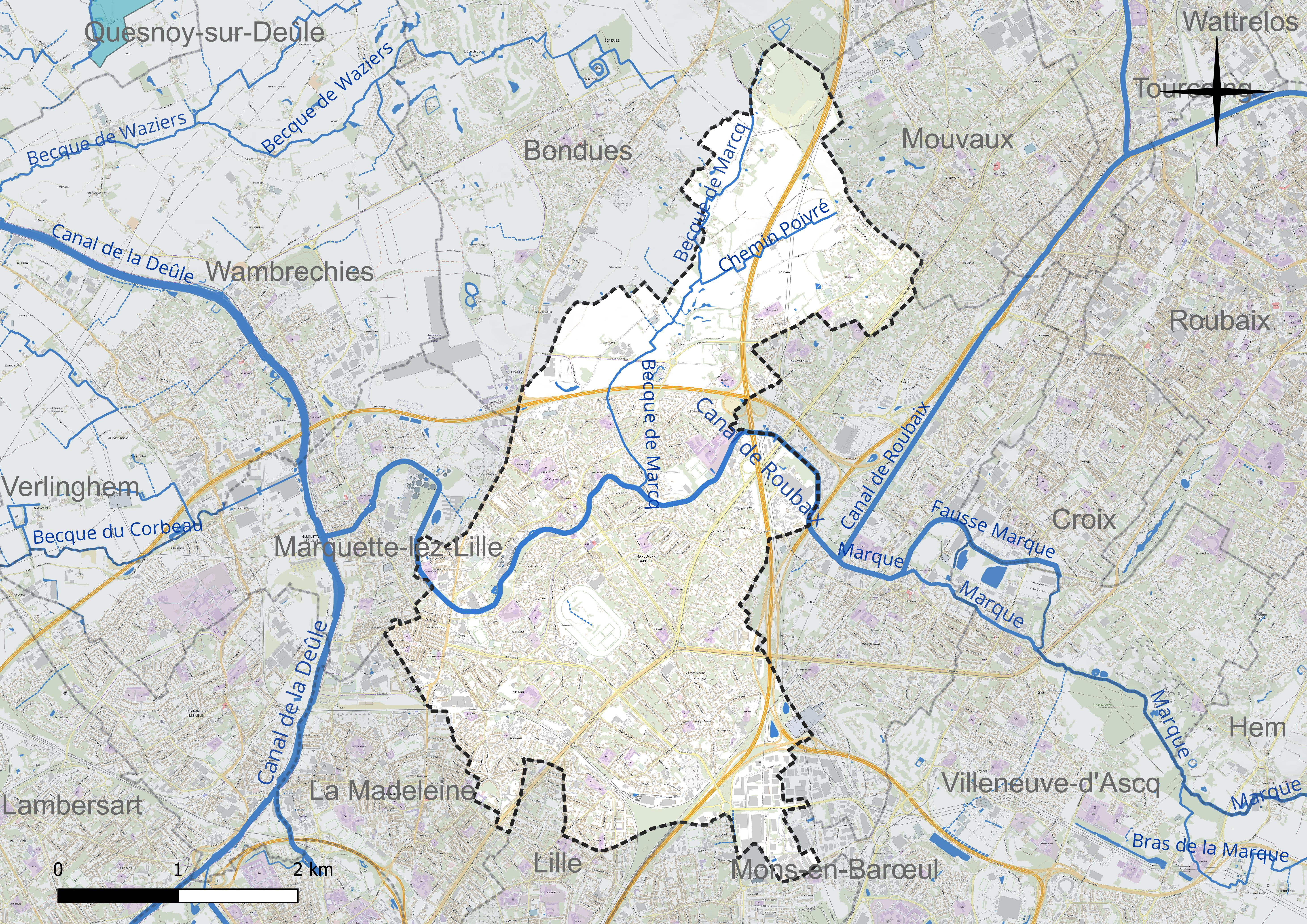
Réseau hydrographique de Marcq-en-Barœul.

La commune est située dans le bassin Artois-Picardie. Elle est drainée par la Becque de marcq, la Becqueterie et le Chemin Poivré,,.

#### Gestion et qualité des eaux
Le territoire communal est couvert par le schéma d'aménagement et de gestion des eaux (SAGE) « Marque Deûle ». Ce document de planification concerne un territoire de 1 120 km2 de superficie, délimité par les bassins versants de la Marque et de la Deûle, formant une vaste cuvette sédimentaire de 40 km de long et de 25 km de large, où la pente est très faible. Le périmètre a été arrêté le 2 décembre 2005 et le SAGE proprement dit a été approuvé le 9 mars 2020. La structure porteuse de l'élaboration et de la mise en œuvre est la Métropole européenne de Lille.
La qualité des cours d'eau peut être consultée sur un site dédié géré par les agences de l'eau et l'Agence française pour la biodiversité.

### Climat
Pour des articles plus généraux, voir Climat des Hauts-de-France et Climat du Nord.
En 2010, le climat de la commune est de type climat océanique dégradé des plaines du Centre et du Nord, selon une étude du CNRS s'appuyant sur une série de données couvrant la période 1971-2000. En 2020, Météo-France publie une typologie des climats de la France métropolitaine dans laquelle la commune est exposée à un climat océanique et est dans la région climatique  Nord-est du bassin Parisien, caractérisée par un ensoleillement médiocre, une pluviométrie moyenne régulièrement répartie au cours de l'année et un hiver froid (3 °C).
Pour la période 1971-2000, la température annuelle moyenne est de 10,7 °C, avec une amplitude thermique annuelle de 14 °C. Le cumul annuel moyen de précipitations est de 673 mm, avec 11,7 jours de précipitations en janvier et 8,7 jours en juillet. Pour la période 1991-2020, la température moyenne annuelle observée sur la station météorologique la plus proche, située à Lesquin à 9 km à vol d'oiseau, est de 11,3 °C et le cumul annuel moyen de précipitations est de 740,0 mm,. Pour l'avenir, les paramètres climatiques de la commune estimés pour 2050 selon différents scénarios d'émission de gaz à effet de serre sont consultables sur un site dédié publié par Météo-France en novembre 2022.

## Urbanisme

### Typologie
Au 1er janvier 2024, Marcq-en-Barœul est catégorisée grand centre urbain, selon la nouvelle grille communale de densité à sept niveaux définie par l'Insee en 2022.
Elle appartient à l'unité urbaine de Lille (partie française), une agglomération internationale regroupant 60  communes, dont elle est une commune de la banlieue,,. Par ailleurs la commune fait partie de l'aire d'attraction de Lille (partie française), dont elle est une commune du pôle principal,. Cette aire, qui regroupe 201 communes, est catégorisée dans les aires de 700 000 habitants ou plus (hors Paris),.

### Occupation des sols

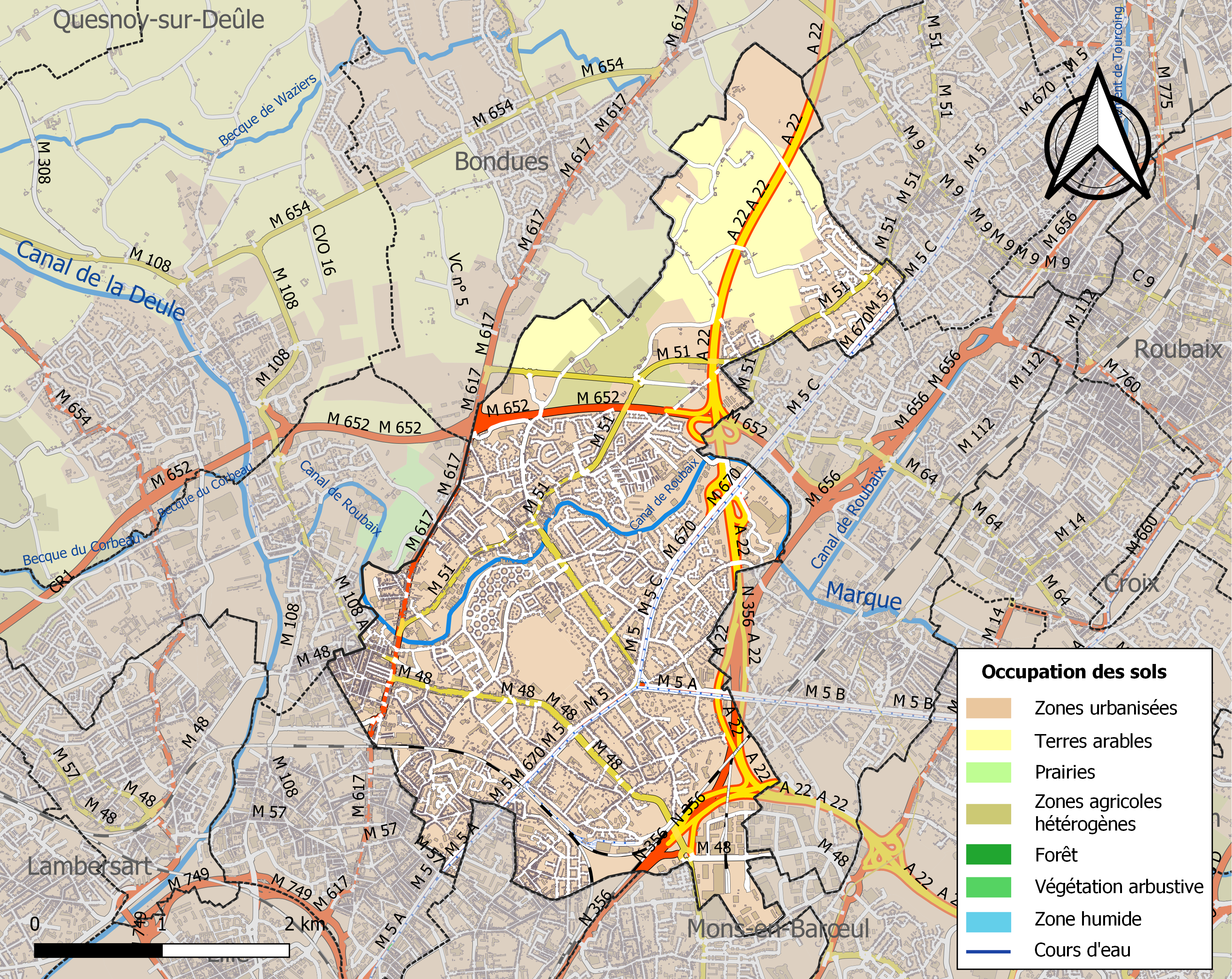
Carte des infrastructures et de l'occupation des sols de la commune en 2018 (CLC).

L'occupation des sols de la commune, telle qu'elle ressort de la base de données européenne d'occupation biophysique des sols Corine Land Cover (CLC), est marquée par l'importance des territoires artificialisés (83,2 % en 2018), en augmentation par rapport à 1990 (73,4 %). La répartition détaillée en 2018 est la suivante : 
zones urbanisées (61,2 %), zones industrielles ou commerciales et réseaux de communication (15,2 %), terres arables (12,6 %), espaces verts artificialisés, non agricoles (6,8 %), zones agricoles hétérogènes (4,1 %). L'évolution de l'occupation des sols de la commune et de ses infrastructures peut être observée sur les différentes représentations cartographiques du territoire : la carte de Cassini (XVIIIe siècle), la carte d'état-major (1820-1866) et les cartes ou photos aériennes de l'IGN pour la période actuelle (1950 à aujourd'hui).

### Quartiers
La ville est découpée en 8 quartiers :
- Belles terres
- Bourg - Centre-ville
- Briquetterie
- Buisson / May-Four / Pellevoisin
- Croisé-Laroche / Rouges-Barres
- Mairie / Quesne
- Plouich / Clemenceau / Calmette
- Pont / Montplaisir

### Environnement
La qualité de l'eau de la Marque s'est fortement améliorée[réf. nécessaire] depuis les records de pollution des années 1970 puisqu'un important chantier de requalification a été engagé pour plus de 40 millions d'euros cofinancés par l'Europe. La gestion de cette rivière canalisée est désormais de la compétence de la Communauté Urbaine de Lille. la ville redécouvre aussi le triangle des rouges-barres, friche ferroviaire et espace de nature spontanée, enclavée sur douze hectares entre trois voies ferrées, qu'elle partage avec la ville de Mons-en-Barœul. L'Agenda 21 communal incite la population et les entreprises à mieux gérer, protéger et restaurer la nature qui est restée très présente à Marcq puisqu'un tiers de son territoire est en zone agricole protégée par le SCOT soit 500 hectares. Après vingt ans de négociation entre l'association du Triangle des Rouges-Barres, RFF (le propriétaire du site) et les deux villes où se situe le terrain, le triangle s'est ouvert au public (sur rendez-vous ou en visites guidées) en juin 2007. Les visiteurs peuvent ainsi prendre connaissance des mesures de gestion restauratoire, écologique et donc différenciée mises en place (prairie pâturée par des poneys, restauration de la roselière, mare…) avec la contribution d'associations de protection de la nature et du site.
L'usine Lesaffre se trouve en plein cœur de la ville. La fabrication de levure se fait par fermentation. C'était une source de pollution olfactive qui a été largement maitrisée[réf. nécessaire] grâce à des travaux importants.

### Voies de communications et transports

#### Voies routières
Le 4 décembre 1909, le Grand Boulevard est ouvert entre Lille, Roubaix et Tourcoing. Marcq-en-Barœul se situe sur le nœud du boulevard. La commune est également traversée par l'autoroute A22 et la RN356.

#### Transports en commun
En étant sur le nœud du tramway d'Alfred Mongy, Marcq-en-Barœul est desservie par les deux lignes (Roubaix et Tourcoing). Le tramway s'arrête sur cinq stations de commune soit : Saint-Maur, Buisson, Brossolette, Clemenceau - Hippodrome et Croisé Laroche. Cette dernière station fait le nœud entre les deux lignes. En allant vers Tourcoing, la ligne T s'arrête également à Foch, Le Quesne, Cerisaie - Centre d'affaires et Château Rouge. Seule la station Acacias est desservie sur la ligne R, en allant vers Roubaix.
La commune est également desservie par les lignes de bus du réseau Ilévia : Lianes 5 et 91, lignes 50, 86, 88, C10A, C10B et Corolle 3.

#### Transports ferroviaires
Même si la commune est traversée par les lignes de Fives à Mouscron (frontière) et de Lille aux Fontinettes, elle n'a pas de gare. La plus proche est celle de La Madeleine.

## Toponymie
Issue du germanique marko, « marécage ». Le nom de Marcq renvoie aux notions de marais et de frontière.
Marck-bij-Rijsel en flamand.

## Histoire
La ville fut au début une zone peu habitée entre les peuples Atrébates et Ménapiens. Puis, après la conquête romaine de Jules César, la ville fut colonisée comme le prouve la découverte d'une villa gallo-romaine mise au jour près de la Marque (la rivière devenue aujourd'hui canal) en 1965. La ville, comme le reste de la région, fut ensuite envahie par les peuples germaniques.
Au Moyen Âge, la commune devint le territoire de chasse des rois carolingiens. Puis la ville devint un centre dans lequel la bourgeoisie s'installa et déteindra sur le pouvoir local pendant quelque temps à l'aide du suffrage censitaire ou encore sous le Consulat et l'Empire. La Révolution et les évènements qui l'ont suivie ou encore la guerre de 1870 n'auront pas d'incidence sur la vie de la commune d'environ 2 700 habitants.
Avant la Révolution française, Marcq était le siège de plusieurs seigneuries, la principale portant le nom de Marcq et des seigneuries secondaires, telle que la Tour-de-Marcq, dont le château existait encore en 1667 (cf. ci-dessous). En 1497, Baudebon Alatruye, dit De le Vigne, est seigneur de La Tour. Fils d'Hugues et de Jeanne de Cordes, il nait à Marcq. Il achète la bourgeoisie de Lille le 3 novembre 1497. Il épouse Denise du Fresnoy, fille de Gilbert, seigneur du Bus, et de Jeanne de Lannoy, dont postérité. Cinquante ans plus tard est retrouvé en tant que seigneur de la Tour Gilles Castelain. Fils de Paul, bourgeois de Lille, seigneur d'Ascq, marchand de sayes (vêtements de laine épais et grossier), Gilles est bourgeois de Lille le 27 septembre 1553, et meurt avant 1588. Il se marie deux fois, d'abord avec Marie Fasse, fille de François, puis avec Anne Parent, fille d'Antoine.
La garnison de Menin brûla la plus grande partie des maisons de ce village en 1580.
En 1667, Louis XIV logea à Marcq, au château dit la Tour-de-Marcq. La Bonne-Maison des Ladres était un hôpital qui rendit de grands services au XIIIe siècle ; en 1239, Walter, évêque de Tournai, fit un règlement qui établit que les frères et sœurs de cette maison auraient à demeurer séparés les uns des autres, et que les frères auraient soin des hommes malades, et les sœurs des femmes et filles, ce qui fut approuvé par la comtesse Jeanne. Les biens de cette maison passèrent, par arrêt du Conseil du 4 juillet 1698, à l'hôpital Saint-Sauveur de Lille pour l'indemniser des pertes que cet établissement avait essuyées.
En mai 1682, des lettres données à Saint-Cloud confirment le titre de comte pour Pierre de Croix, chevalier, seigneur de Wasquehal,Marcq-en-Barœul, Mourbecque, Flers, Escou, Belsage, Esquesme, etc., colonel du régiment royal de cavalerie wallonne en 1673, puis brigadier des armées du roi en 1676, puis commandant de cavalerie dans la place de Saint-Omer, et dans celle d'Aire (Aire-sur-la-Lys), Bergues, Dunkerque, Gravelines, Furnes, Bourbourg, Cassel et Ypres. Il obtient également de décorer ses armes d'une couronne de marquis et la faculté d'appliquer le titre de comte sur la terre de son choix.
Jacques Legroux fut curé de Marcq de 1730 à 1734 ; il est auteur de plusieurs ouvrages, dont un seul a été imprimé sous le titre suivant : Summa statutorum Synodalium cumprœvia sinopsi vitœ episeoporum Tornacensium. On voit son épitaphe dans la chapelle de gauche de l'église de Marcq-en-Barœul.
Des implantations d'industries ont lieu à la fin du XIXe-début XXe, avec les risques inhérents à ce genre d'activité : le 12 novembre 1900, la fabrique de feux d'artifice de la Rianderie explose et fait trois morts.
Les guerres mondiales vont l'affaiblir comme les autres villes de la région, mais grâce à l'industrie, la ville à la sortie de la guerre ou pendant l'entre-deux-guerres voit son économie et sa population exploser pour stagner depuis les années 1970. Pour exemple, la construction d'infrastructures comme l'hippodrome des Flandres en 1931.
C'est à Marcq-en-Barœul que la chocolaterie Delespaul-Havez a fabriqué le premier Carambar en 1954.

## Politique et administration

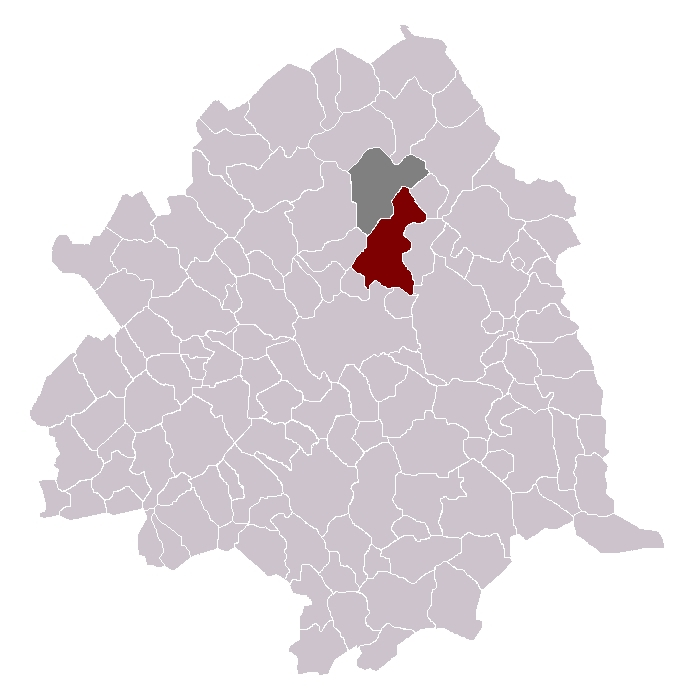
Marcq-en-Barœul dans son canton et son arrondissement.

### Tendances politiques et résultats

#### Élections législatives 2024
Au second tour des élections législatives à Marcq-en-Barœul, Violette Spillebout (Renaissance-Ensemble) obtient 54,08 %, Odile Vidal-Sagnier (Europe-Ecologie Les Verts-NFP) 24,35 % et Christine Landru (Rassemblement national) 21,57 %.

### Politique de développement durable
- La commune s'est engagée dans une politique de développement durable en lançant une démarche d'Agenda 21 en 2008[33].

- La ville a également mis en place une prime vélo et une aide à l'achat d'une trottinette électrique entre 2019 et 2023[34].

- Dans le cadre d'un projet (forêt urbaine), la Ville propose à des habitants volontaires un arbre à planter à leur domicile. L'enjeu est 6 000 nouveaux arbres plantés entre 2020 et 2026.
- En décembre 2024, la Ville a ouvert son Observatoire de la biodiversité. Ce projet, fondé sur les sciences participatives, invite les habitants à participer à l'inventaire local des espèces animales et végétales. Son objectif est de mieux connaître la biodiversité de la commune et de guider les politiques locales en matière de préservation de l'environnement[35].

### Jumelages
- Gladbeck (Allemagne) depuis 1964[36];
- Ealing (Angleterre) depuis 1978[36];
- Poggibonsi (Italie) depuis 2000[36];
- Kuurne (Belgique) depuis 2009[36];

## Population et société

### Démographie

#### Évolution démographique
L'évolution du nombre d'habitants est connue à travers les recensements de la population effectués dans la commune depuis 1793. Pour les communes de plus de 10 000 habitants les recensements ont lieu chaque année à la suite d'une enquête par sondage auprès d'un échantillon d'adresses représentant 8 % de leurs logements, contrairement aux autres communes qui ont un recensement réel tous les cinq ans,.

En 2022, la commune comptait 39 943 habitants, en évolution de +2,93 % par rapport à 2016 (Nord : +0,51 %, France hors Mayotte : +2,11 %).
| 1793  | 1800  | 1806  | 1821  | 1831  | 1836  | 1841  | 1846  | 1851  |
| ----- | ----- | ----- | ----- | ----- | ----- | ----- | ----- | ----- |
| 2 648 | 2 613 | 2 706 | 2 925 | 3 132 | 3 348 | 3 586 | 3 937 | 3 989 |

| 1856  | 1861  | 1866  | 1872  | 1876  | 1881  | 1886  | 1891  | 1896   |
| ----- | ----- | ----- | ----- | ----- | ----- | ----- | ----- | ------ |
| 4 617 | 5 922 | 7 335 | 7 548 | 8 411 | 9 266 | 9 418 | 9 752 | 10 392 |

| 1901   | 1906   | 1911   | 1921   | 1926   | 1931   | 1936   | 1946   | 1954   |
| ------ | ------ | ------ | ------ | ------ | ------ | ------ | ------ | ------ |
| 11 142 | 11 520 | 12 149 | 12 713 | 16 145 | 19 163 | 21 322 | 22 271 | 24 564 |

| 1962   | 1968   | 1975   | 1982   | 1990   | 1999   | 2006   | 2011   | 2016   |
| ------ | ------ | ------ | ------ | ------ | ------ | ------ | ------ | ------ |
| 29 234 | 35 136 | 36 126 | 35 278 | 36 601 | 37 177 | 38 939 | 39 591 | 38 805 |

| 2021   | 2022   | - | - | - | - | - | - | - |
| ------ | ------ | - | - | - | - | - | - | - |
| 39 356 | 39 943 | - | - | - | - | - | - | - |

#### Pyramide des âges
La population de la commune est relativement jeune.
En 2018, le taux de personnes d'un âge inférieur à 30 ans s'élève à 35,2 %, soit en dessous de la moyenne départementale (39,5 %). À l'inverse, le taux de personnes d'âge supérieur à 60 ans est de 26,0 % la même année, alors qu'il est de 22,5 % au niveau départemental.
En 2018, la commune comptait 18 122 hommes pour 20 448 femmes, soit un taux de 53,02 % de femmes, légèrement supérieur au taux départemental (51,77 %).
Les pyramides des âges de la commune et du département s'établissent comme suit.
| Hommes | Classe d’âge | Femmes |
| ------ | ------------ | ------ |
| 1,0    | 90 ou +      | 2,3    |
| 6,6    | 75-89 ans    | 9,9    |
| 15,4   | 60-74 ans    | 16,6   |
| 19,8   | 45-59 ans    | 19,7   |
| 19,5   | 30-44 ans    | 18,8   |
| 18,1   | 15-29 ans    | 16,2   |
| 19,7   | 0-14 ans     | 16,6   |

| Hommes | Classe d’âge | Femmes |
| ------ | ------------ | ------ |
| 0,5    | 90 ou +      | 1,4    |
| 5,3    | 75-89 ans    | 8,1    |
| 14,8   | 60-74 ans    | 16,2   |
| 19,1   | 45-59 ans    | 18,4   |
| 19,5   | 30-44 ans    | 18,7   |
| 20,7   | 15-29 ans    | 19,1   |
| 20,2   | 0-14 ans     | 18     |

### Enseignement
La commune de Marcq-en-Barœul fait partie de l'académie de Lille.
- Éducation
  - Groupes scolaires (école élémentaire et école maternelle) : 
    - Publics
      - École élémentaire Jules-Ferry
      - École élémentaire Marcel-Pagnol
      - École maternelle Marie-Curie
      - École maternelle Henri-Matisse
      - École élémentaire Victor-Hugo
      - École maternelle Georges-Méliès
      - École élémentaire Charles-Péguy
      - École maternelle Françoise-Dolto
      - École élémentaire Raymond-Derain
      - École maternelle Blaise-Pascal
      - École maternelle Cognacq-Jay
      - École élémentaire Louis-Pasteur
      - Groupe scolaire « Arbre-Vert »
      - Groupe scolaire Léonard-de-Vinci (anciennement école élémentaire Montaigne et école maternelle Desrousseaux)
      - Groupe scolaire Niki-de-Saint-Phalle (anciennement école élémentaire Paul-Langevin)
      - École européenne Lille Métropole

    - Privés
      - Notre-Dame de Lourdes (maternelle + élémentaire)
      - École élémentaire Jean-Bosco
      - École maternelle Notre-Dame des Jeunes
      - École Saint-Aignan (maternelle + élémentaire)
      - École Saint-Christophe (maternelle + élémentaire)

  - Cinq collèges
    - Collège Rouges-Barres (public)
    - Collège du Lazaro (public)
    - École européenne Lille métropole (public)
    - Collège privé de Marcq (privé)
    - École Jeannine-Manuel (privé)

  - Quatre lycées
    - Lycée Yves-Kernanec (public)
    - Lycée professionnel régional Alfred-Mongy (public)
    - École Jeannine-Manuel (privé)
    - Lycée privé de Marcq (privé)

  - CEPI Management de la Chambre de commerce et d'industrie de Lille Métropole.
  - Un institut médico-éducatif, Le Mesnil de la Beuvrecque, géré par l'Association des Papillons blancs de Roubaix Tourcoing

### Sports

#### Hippisme

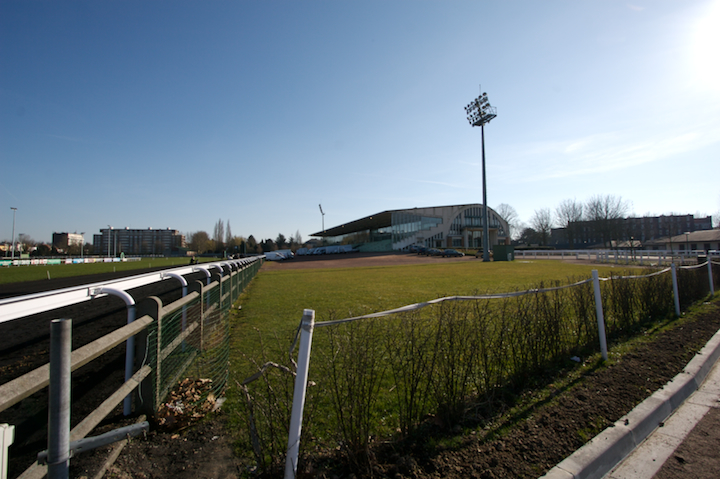
Hippodrome Serges Charles.

La ville de Marcq-en-Barœul possède un champ de courses hippiques : l'hippodrome Serge-Charles, le seul en activité dans le département du Nord. Construit en 1931, cet espace vert de trente hectares est ouvert au public et est un des plus beaux de l'agglomération. Il comporte :
- une piste intérieure en herbe, réservée aux galopeurs, longue de 1 500 mètres et dotée d'une ligne droite finale de 350 mètres ;
- une piste extérieure en cendrée, réservée aux trotteurs, développant 1 665 mètres et dotée d'une ligne droite d'arrivée longue de 380 mètres.

En son centre est aménagé le Golf des Flandres.
L’hippodrome accueille chaque année une dizaine de réunions de trot et de galop, organisées entre mars et octobre sous l’égide de la Société des Courses de Marcq-en-Barœul, affiliée à France Galop et LeTrot. Le site comprend également des tribunes, un restaurant panoramique et divers équipements destinés aux professionnels et au public. En dehors des jours de course, il constitue un espace de promenade apprécié des habitants et des sportifs.

#### Golf
La ville compte deux golfs :
- Le Golf des Flandres, aménagé sur l'hippodrome Serge-Charles ;
- Le Decathlon Marcq-en-Baroeul Inesis Golf Park

#### Rugby à XV
La ville de Marcq-en-Barœul héberge un club de rugby à XV, l'Olympique marcquois rugby. Créé en 1971, le club a accédé en Fédérale 2 en fin de saison 2016/2017. Il compte 600 licenciés et appartient au Comité des Flandres ; son école de rugby est classée première des Flandres et première au Nord de Paris.
Le club bénéficie d'un parrainage avec le Stade toulousain depuis 1999, grâce à Gérard Labbe, ancien président de la section amateur du Stade Toulousain et Marcquois de naissance. Les rencontres ont lieu au stade Georges Defrance, qui en fut son premier président. En 2012, les minimes de l'OMR ont organisé et gagné le Super Challenge de France Espoirs, qui oppose les clubs de fédérale.
Depuis le début de la saison 2017-2018, l'équipe sénior joue les matchs à domicile au Stadium Nord à Villeneuve-d'Ascq

#### Hockey sur Gazon
- Le PHC (Polo Hockey Club)

#### Volley-ball
Le Volley Club Marcq-en-Barœul joue en première division durant deux ans au début des années 2000. Le club évolue actuellement en Ligue A Féminine, la première division nationale.

#### Tennis
La Ligue des Flandres de tennis, qui dépend de la Fédération française de tennis, a son siège sur le territoire de la commune et a accueilli sur ce site des compétitions d'envergure nationale et internationale. La ville accueille en 1987, le premier tour de la Coupe Davis où l'équipe de France bat la Corée du Sud par 5 victoires à zéro. En 2014 puis en 2017, l'équipe de France s'entraîne à Marcq-en-Barœul afin de préparer la finale de Coupe Davis qui se joue au stade Pierre-Mauroy.

#### Handball
En 1970 naît l'Olympique Marcquois Handball qui sera dissous en 1991 pour donner naissance au club de Marcq Handball. Ce dernier augmente en nombre de licenciés, donne naissance à de multiples équipes qui évolueront en championnat départemental et se voit mettre à disposition un éducateur sportif par la mairie. À partir de 2000, l'accent est mis sur la professionnalisation et le club étend ses ambitions au niveau régional. En 2009, le MHB organise son premier tournoi international qui deviendra annuel, accueillant des équipes venues de tout l'Europe. Un an plus tard, le Cécihand est créé au sein du club. En 2011, l'association dirigée par Didier Vanhuys compte 260 licenciés et 13 équipes qui évoluent dans les championnats départementaux et régionaux.
Football
L'Olympique Marcquois de Football, crée en 1921 évolu en Championnat de France de football de National 3, et joue au stade Georges Niquet (2500 places), et parfois au Stadium Lille Métropole.

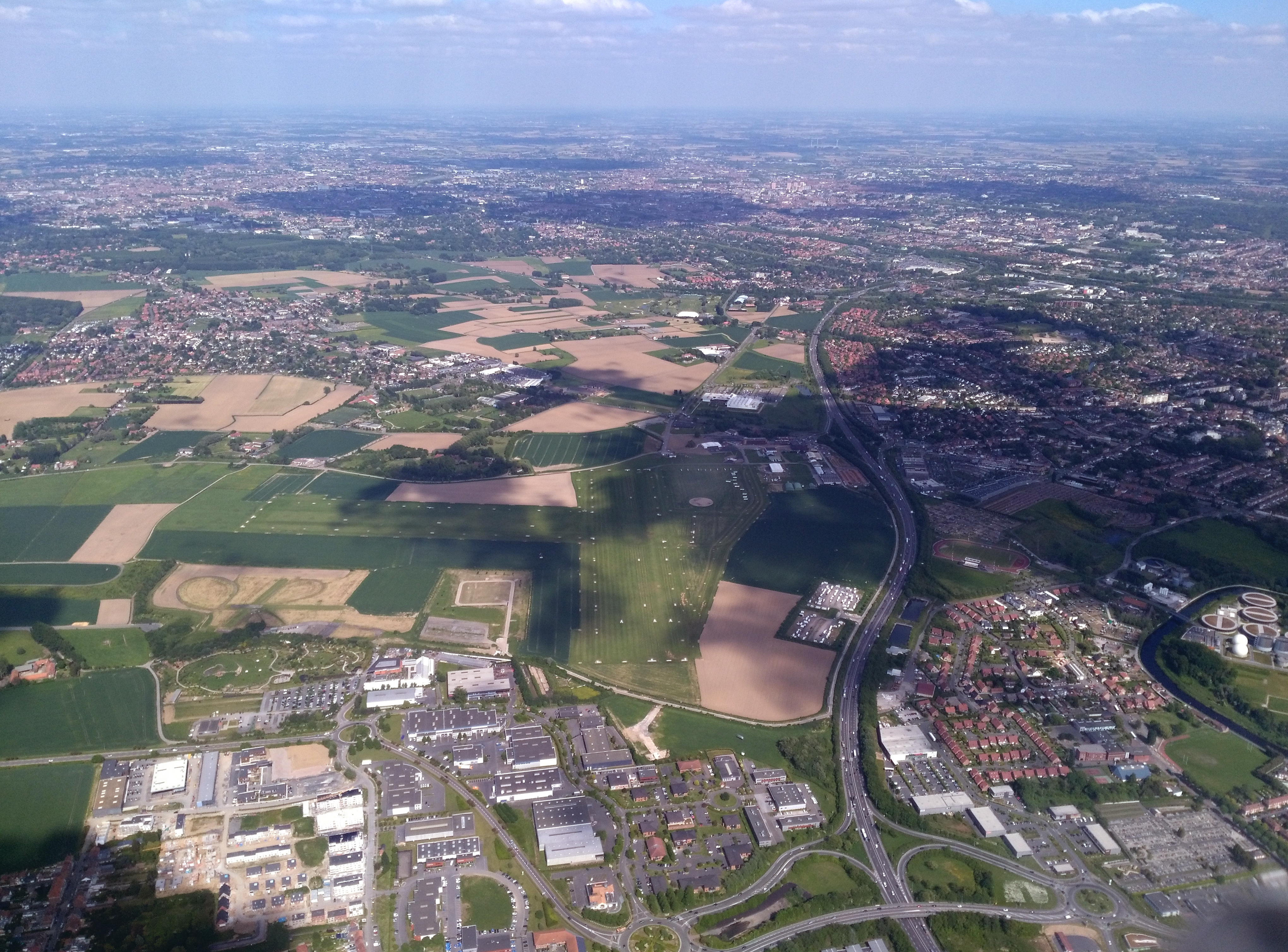

#### Sports aériens
Bien que non situé sur son territoire mais contigu, l'aérodrome du nord de la métropole lilloise porte le nom d'aérodrome de Lille - Marcq-en-Baroeul. La ville fait partie des 4 communes qui gère l'aérodrome.
L'aérodrome propose de nombreuses activités aériennes : aviation légère, planeur, parachutisme, ULM, aéromodélisme, montgolfière... Au total 12 clubs sont présents.
L'aérodrome propose également une piste de BMX homologuée et des circuits de randonnées

## Économie

### Revenus de la population et fiscalité
En 2021, le revenu fiscal moyen de 29 490 euros et le revenu fiscal médian par ménage était de 28 390 €, bien supérieur à la médiane départementale (20 750 €) et nationale (22 400 €).
Cela situe Marcq-en-Barœul à la 78ème place du classement des villes des Hauts-de-France selon le revenu fiscal moyen, et au 1794ème rang parmi les 32 917 communes de métropole en termes de niveau de vie,,,.
Ville résidentielle aisée, Marcq-en-Barœul est la commune de plus de 20 000 habitants la plus riche du département du Nord, classée en 2015 dix-septième ville de France pour la proportion de foyers redevables de l'ISF.

### Emploi
Le taux de chômage de la commune s'élevait, en 2020, à 9,9 %, un chiffre inférieur à la moyenne nationale (12,7 %) et très largement inférieur à la moyenne départementale (16,3 %).

### Entreprises et commerces

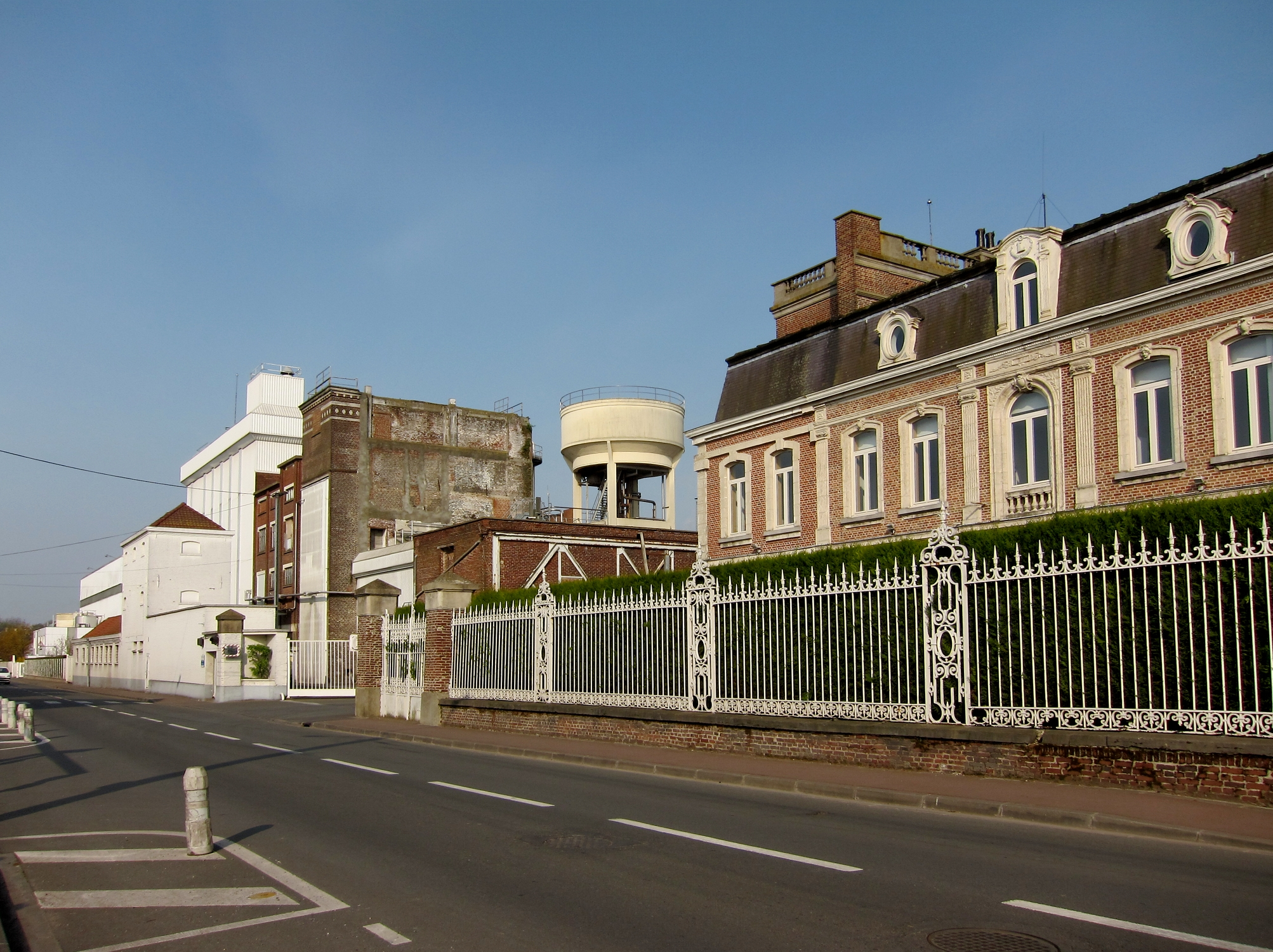
L'usine Lesaffre.

Au cœur de la Métropole Lilloise, Marcq-en-Barœul fait partie de la « couronne nord » de la Communauté urbaine de Lille Métropole qui regroupe plus de 1 500 unités économiques (dont 500 commerces et services). 80 % d'entre elles font partie du secteur tertiaire avec la communication, les banques, l'informatique, les professions libérales, les NTIC, etc.
Il existe aussi de grands groupes industriels dans l'agroalimentaire comme le Groupe Lesaffre (leader mondial de la levure), Eurocandy (fabricant du Carambar), Groupe Holder (PAUL, Ladurée…), etc.
Ces infrastructures sont réparties dans les zones industrielles suivantes :
Domaine du Buisson, Espace République, Parc de la Campagnerie, Parc d'Affaires du Château Rouge, Parc du Cheval Blanc, Parc Europe, Parc des Rouges Barres, Parc de la Marque, Parc d'entreprises de la Pilaterie.

## Culture et patrimoine

### Lieux et monuments
- Hôtel de Ville, construit en 1936 et inauguré le 27 juin 1937, les architectes René Gobillon et Gaston Trannoy.
- La maison Art-Déco Jules Notelaers, 21 avenue Foch, réalisée en 1933 par l'architecte belge R. Vandenheede, inscrite à l'inventaire des monuments historiques en 1995[55].
- L'hôtel classique, situé avenue de la République, a été réalisé par l'architecte Maillard. Il a été construit entre 1926 et 1929, à la demande d'Ernest Desurmont, un industriel parisien, auteur du pneu de vélo entoilé. L'hôtel classique détient un jardin à la Française. Aujourd'hui, il abrite le Conservatoire communal de Marcq-en-Barœul.
- La maison Duprez, construite en 1933 par l'architecte Paul Duprez, se situe à l'angle de la rue Delcenserie, fait partie d'un groupe de quatre. Celle-ci accroche le regard par sa forme complexe. La façade principale, celle de l'entrée, se détache telle une tour. Le décor se compose de frises en mosaïque représentant des feuilles de chênes-houx, nom affiché de cette maison[56].
- Une ancienne forge, située dans le bourg de la ville, daterait du XIXe siècle, et est faite entièrement de briques à l'extérieur, et à l'intérieur, les murs sont à rouges-barres. Aujourd'hui, on peut voir une partie consacrée à l'ancienne forge, et le reste est une librairie.
- Le patrimoine ferroviaire de l'ancien dépôt de tramway de Ilévia, dont plusieurs machines sont classées monument historique.

### Lieux de cultes et de piété

#### Catholiques

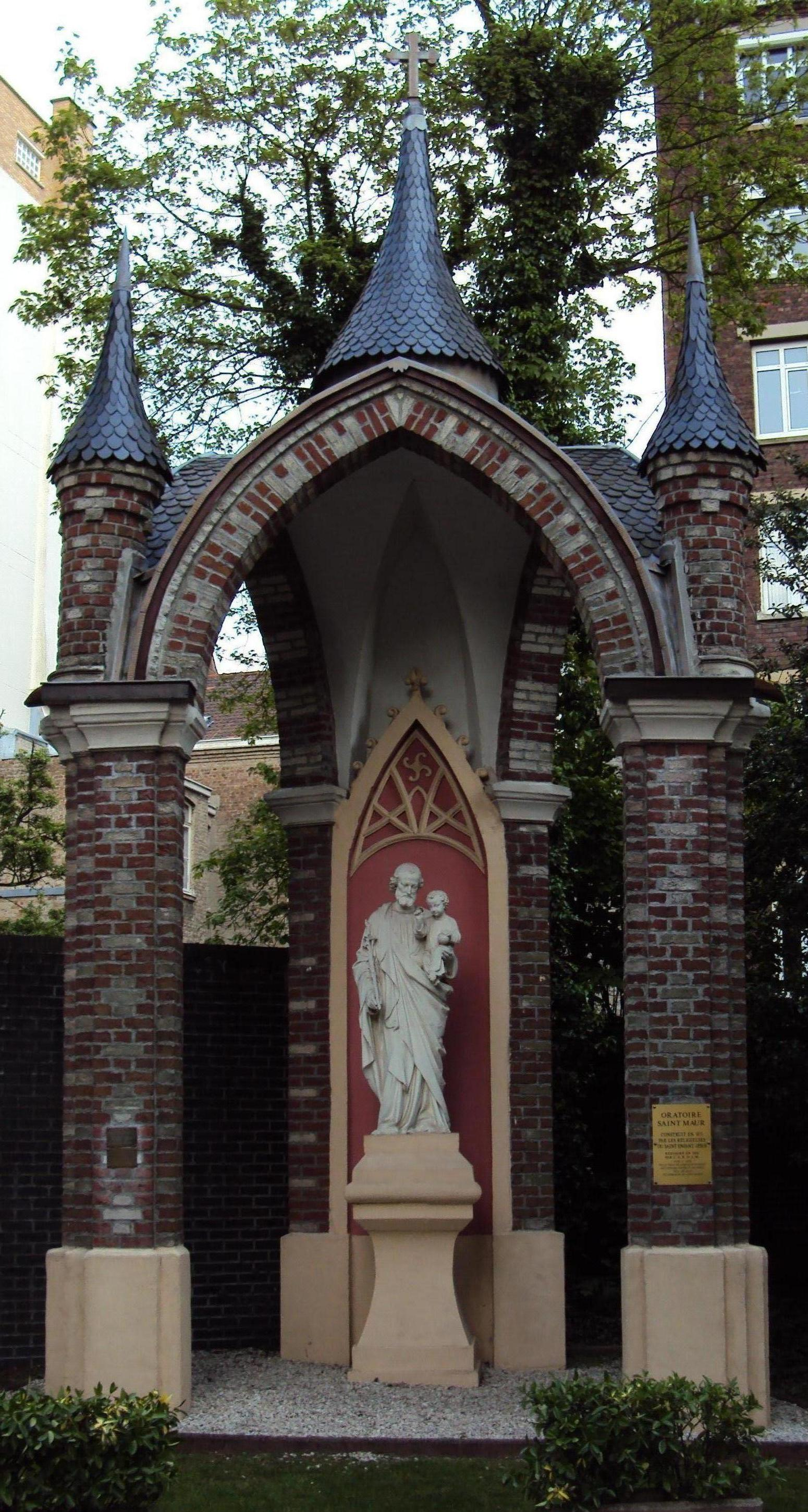
Oratoire Saint-Maur.

- L'église Saint-Vincent, place du Général De Gaulle, du XVIe siècle, inscrite à l'inventaire des monuments historiques en 1987[57]. Elle renferme notamment deux toiles de Pharaon de Winter de 1881 (Les saintes femmes au tombeau et L'adoration des bergers). Elle fait partie de la paroisse de la Bonne Nouvelle.
- L'église Saint-Louis, rue Pasteur. Elle fait partie de la paroisse Jean XXIII.
- L'église Saint-Paul, est de style flamand, et se situe du Général Gallieni. Elle fait partie de la paroisse Jean XXIII.
- L'église Notre-Dame-des-victoires, rue Jacquard, construite en 1976-1977, par l'architecte Paul Dessauvages, de facture moderne. Elle fait partie de la paroisse Jean XXIII. Depuis juin 2020, l'église a la spécificité d'accueillir une paroisse particulière: la paroisse Mar Charbel, du nom du saint moine éponyme. À la suite du souhait de plusieurs familles, libanaises, franco-libanaises et irakiennes, un prêtre maronite, envoyé par Mgr Nasser Gemayel, officie au moins une fois par mois, en français, en arabe et en syriaque[58]. En accord avec l'archevêque lillois, la paroisse Mar Charbel (signifiant Saint Charbel) dépend donc l'éparchie maronite de France et d'Europe. Cette création s'inscrit aussi dans des liens de fraternité et de solidarité antérieurs puisque la paroisse Jean XXIII est jumelée, depuis 2007, avec la paroisse libanaise Saint-Élie à Antélias.
- L'église du Sacré-Cœur, rue de l'Abbé Lemire, construite en 1986, et consacrée le 21 juin 1987. L'église fait partie de la paroisse de la Bonne Nouvelle.
- La Chapelle Saint-Jean du Quesne , rue Hélène Boucher, qui fait partie de la paroisse de la Bonne Nouvelle.
- L'église Notre-Dame-de-Pellevoisin de Lille, appartenant au doyenné de Marcq-en-Barœul mais située sur le sol de la commune de Lille.
- Les calvaires Destombes (pavé stratégique) et Breton (avenue de la Marne).
- La Chapelle du Collège et lycée privé de Marcq, chemin du Collège, réalisée par l'architecte Charles Leroy (sauf le clocher).
- La Chapelle du Lazaro, rue du Lazaro, classée monument historique en 1951[59].
- La Chapelle de la maison de retraite Saint-Maur, rue Christophe Collomb.
- La chapelle carrière Dal, construite en 1888.
- L'oratoire Saint-Maur. Ce dernier fut construit par les Sœurs de l'Enfant-Jésus en 1871.

### Personnalités liées à la commune
- Famille Scrive, famille d'industriels
- Jean-Jacques Fockedey (1758-1853), homme politique, membre de la Convention
- Charles Leroy (1816-1879), architecte néogothique
- Charles de Gaulle (écrivain) (1837-1880), écrivain, défenseur de la langue bretonne et du celtisme. Il est l'oncle du général de Gaulle qui porte le même prénom que lui
- Gustave Mesureur (1847-1925), fondateur de l'Association pour les réformes républicaines, puis du Comité d'action pour les réformes républicaines, il devient en 1901 le premier président du Parti radical-socialiste
- Pharaon de Winter (1849-1924), peintre
- Hector Franchomme (1860-1939), ingénieur Centralien de Lille, fait construire une usine chocolatière à Marcq-en-Barœul, future fabrique du Carambar
- Gaston Trannoy (1880-1955), architecte de la mairie
- Paul Hantson (1897-1952), gymnaste, et champion de France d'athlétisme à six reprises.
- Solange Lamblin (1900-1984), femme politique
- André Cheuva (1908-1989), footballeur et entraineur, vainqueur de la Coupe de France à quatre reprises, record de victoire qu'il partage avec Guy Roux
- Gérard Deledalle (1921-2003), philosophe
- André Gernez (1923-2014), médecin adepte des méthodes dites non conventionnelles
- Jean Debuf (1924-2010), haltérophilie, médaillé de bronze aux Jeux olympiques d'été de 1956
- Serge Charles (1927-1994), maire de Marcq-en-Barœul
- Philippe Noiret (1930-2006), acteur, il a reçu deux César du meilleur acteur
- Jean Verdun (1931), écrivain
- Pierre-Étienne Heymann (1935), comédien, metteur en scène et pédagogue français
- Bernard Sinclair (1937-2015), baryton associé au répertoire d'opéra-comique et d'opérette, mais aussi d'opéra
- Marc Ronet (1937), peintre
- Francis-Charles Pollet (1945), industriel, fondateur de Promod
- Élisabeth Bourgois (1950), écrivain
- Jean-René Lecerf (1951), homme politique
- Vahid Halilhodžić (1952) entraîneur du LOSC Lille entre 1998 et 2002
- Bernard Gérard (1953), homme politique
- Christian Wasselin (1959), écrivain, musicologue
- Hervé Ghesquière (1963-2017), journaliste de télévision
- Mathieu Maton (1981), footballeur, vainqueur du Championnat d'Europe des moins de 19 ans 2000 avec l'équipe de France
- Benjamin Bollen (1984), acteur français et également spécialisé dans le doublage
- Mathieu Horb (1985), joueur de rugby à XV et à sept
- Julie Debever (1988), footballeuse
- Gradur (1990) rappeur, il y vit actuellement
- Samanta Jimenez (1993), joueuse néerlandaise de volley-ball
- François Vérove (1962-2021), tueur en série et motard de la garde républicaine

### Culture et animations
- Un cinéma, le Pont des Arts, comprenant trois salles d’une capacité d'environ 210, 120 et 80 places[60].
- Une médiathèque, La Corderie (Elle tient son nom de l'ancienne corderie Delobel dans laquelle elle a été construite). Elle possède également un hall d'exposition.
- Une école de musique, d'art dramatique et de danse.
- Un orchestre à cordes Arcangelo.
- Plusieurs salles d'expositions.
- Deux théâtres : le théâtre Charcot et le théâtre de la Rianderie.
- Le Musée régional des télécommunications en Flandres.

#### Héraldique
|  | Les armes de Marcq-en-Barœul se blasonnent ainsi : « D'argent à la croix d'azur. » |